# Ivry-en-Montagne
Ivry-en-Montagne är en kommun i departementet Côte-d'Or i regionen Bourgogne-Franche-Comté i östra Frankrike. Kommunen ligger i kantonen Nolay som tillhör arrondissementet Beaune. År 2018 hade Ivry-en-Montagne 163 invånare.

## Befolkningsutveckling
Antalet invånare i kommunen Ivry-en-Montagne
Referens:INSEE